# Ламберт (Тоскана)
Ламберт Тоскански (на италиански: Lamberto di Toscana, * IX век; † сл. 938) е граф и херцог на Лука и маркграф на Тоскана (929 – 931).

## Произход
Той произлиза от Дом Бонифации и е вторият син на Адалберт II Богатия († 915), маркграф на Тоскана, и на съпругата му Берта Лотарингска (* 863; † 8 март 925), извънбрачна дъщеря на крал Лотар II от Каролингите и вдовица на Теотбалд от Арл. Има един брат и една сестра:
- Гуидо († 929), граф и херцог на Лука и маркграф на Тоскана, съпруг на Мароция;
- Ерменгарда († сл. 932), маркграфиня на Ивреа като съпруга на Адалберт I Богатия

Има и двама природени братя и две природени сестри от първия брак на майка си, сред които Хуго I Арлски, граф на Виен, крал на Италия, и Бозон, граф на Авиньон, граф на Арл, маркграф на Тоскана.

## Биография
През 930 г. по-големият му брат Гуидо умира, без да остави наследници, така че е наследен от Ламберт. Но италианският крал Хуго I, полубрат на Ламберт, не му вярва, страхувайки се, че подобно на брат си Гуидо той ще се противопостави на опитите му да спечели императорската корона и че ще се опита да го лиши от кралската корона. Освен това Хуго I иска да постави като маркграф в Тоскана човек, на когото има доверие. Освен това той желае да се сдобие с богатството на тосканските маркграфове. Бозон пък, брат на крал Хуго I, знаейки, че Ламберт е избухлив, амбициозен и смел човек, умело го обърка. В резултат на това през 931 г. Ламберт, след едно от предупрежденията, получени от Хуго, и объркан от съвета на Бозон, се счита за обиден и поисква разрешаване на спора с Хуго чрез борба. Ламберт успява да победи избрания боец на Хуго, но след това започва да обижда и заплашва Хуго, в резултат на което е заловен като бунтовник и ослепен. Притежанията му са конфискувани и прехвърлени на Бозон. По-нататъшната му съдба е слабо известна. Той все още е жив през 938 г.